# Comuna de Adamówka
Adamówka (polaco: Gmina Adamówka) é uma gminy (comuna) na Polónia, na voivodia de Subcarpácia e no condado de Przeworski.
De acordo com os censos de 2004, a comuna tem 4223 habitantes, com uma densidade 31,5 hab/km².

## Área
Estende-se por uma área de 134,27 km², incluindo:
- área agricola: 49%
- área florestal: 44%

## Demografia
Dados de 30 de Junho 2004:
|                      | Total   | Total | Mulheres | Mulheres | Homens  | Homens |
| -------------------- | ------- | ----- | -------- | -------- | ------- | ------ |
|                      | pessoas | %     | pessoas  | %        | pessoas | %      |
| População            | 4223    | 100   | 2100     | 49,7     | 2123    | 50,3   |
| Densidade (pop./km²) | 31,5    | 100   | 15,6     | 15,6     | 15,8    | 15,8   |

De acordo com dados de 2002, o rendimento médio per capita ascendia a 1442,57 zł.

## Subdivisões
- Adamówka
- Cieplice
- Dobcza
- Krasne
- Majdan Sieniawski
- Pawłowa

## Comunas vizinhas
- Kuryłówka, Leżajsk, Sieniawa, Stary Dzików, Tarnogród, Wiązownica,